# Liu Jiayu
Liu Jiayu (劉佳宇S; Hegang, 17 settembre 1992) è una snowboarder cinese.

## Biografia
Specialista dell'halfpipe, ha esordito in Coppa del Mondo di snowboard il 2 marzo 2007 a Calgary, in Canada. Ha ottenuto la medaglia d'argento nell'halfpipe durante i giochi olimpici invernali di PyeongChang 2018.

## Palmarès

### Olimpiadi
- 1 medaglia:
  - 1 argento (halfpipe a Pyeongchang 2018)

### Mondiali
- 2 medaglie:
  - 1 oro (halfpipe a Gangwon 2009)
  - 1 bronzo (halfpipe a La Molina 2011)

### Universiadi
- 1 medaglia:
  - 1 oro (halfpipe a Harbin 2009)

### Coppa del Mondo
- Miglior piazzamento in classifica generale: 2ª nel 2013
- Vincitrice della Coppa del Mondo di halfpipe nel 2009
- 24 podi:
  - 11 vittorie
  - 9 secondi posti
  - 4 terzo posto

#### Coppa del Mondo - vittorie
| Data             | Luogo         | Paese         | Disciplina |
| ---------------- | ------------- | ------------- | ---------- |
| 16 febbraio 2008 | Sungwoo       | Corea del Sud | HP         |
| 29 febbraio 2008 | Calgary       | Canada        | HP         |
| 31 ottobre 2008  | Saas-Fee      | Svizzera      | HP         |
| 14 gennaio 2009  | Gujō          | Giappone      | HP         |
| 21 marzo 2009    | Valmalenco    | Italia        | HP         |
| 26 agosto 2009   | Cardrona      | Nuova Zelanda | HP         |
| 13 febbraio 2011 | Yabuli        | Cina          | HP         |
| 1º febbraio 2013 | Park City     | Stati Uniti   | HP         |
| 21 dicembre 2017 | Secret Garden | Cina          | HP         |
| 20 gennaio 2018  | Laax          | Svizzera      | HP         |
| 22 dicembre 2019 | Secret Garden | Cina          | HP         |

Legenda:

HP = Halfpipe